# 1923年至1947年的英国铁路运输史
1923年至1947年的英国铁路运输史，包含了英国铁路由四大集团公司（LMS，GWR，LNER，SR）运营的时期。这个时期包括了一战后的投资；20年代开始与公路的竞争；蒸汽机车的发展，能够维持以100mph的速度运行；20世纪30年代的大萧条；二战和二战结束后；以及1947年为国有化做准备。

## 背景
在一战时期，铁路网在政府的控制下并且由战争办公室的铁道运营部运营。这显示出了由少数公司运营铁路的优势，并且铁路网络应有的发展不能够在战前已有的条件下实现的观点在战后被广泛接受。在1830年代被William Gladstone探讨过的铁路国有化开始被考虑，可是被政府和铁路公司的所有者们拒绝了。1921铁路法案通过了一个折中方案，上百家现有的铁路公司几乎都参与组成了四个新公司：

- London, Midland and Scottish Railway (LMS)
- Great Western Railway (GWR)
- London and North Eastern Railway (LNER)
- Southern Railway (SR)

这些集团1850年代被首次提出，并且从1923年1月1日持续到1947年12月31日。一些线路然而不包括在集团内，尤其是合作铁路。这四个公司被称为四大。
尽管四大之间没有直接业务竞争，他们然而竞争最快最现代最舒适。他们面对日趋增长的公路竞争更加受到激励。竞争的结果是LMS和LNER赛跑去苏格兰，LNER的Mallard号创造了世界纪录126mph，LMS生产柴油列车，LNER将铁路电气化，GWR精明的市场营销和将会使几乎所有东南地区的铁路采用电的SR的大规模电气化计划。许多人宣称英国在当时拥有世界上最好的铁路，毫无疑问这个论点可以被证实。

## 与公路的竞争
公路运输由于受到上千战争剩余货车和卡车的廉价处理和当地官方对建设新公路的补贴，1920年代在增长迅速。铁路公司的收入由于货运量转到公路运输而受到影响。这主要因为政府不再免除铁路承担公共运输的责任，而19世纪是免除的。政府强制铁路公司以一个国家规定的价格（通常低于取得营业利润所必须的费率）运输所收到的任何货物。政府的目的是阻止铁路公司像挑樱桃一样挑选利润丰厚的货运业务而拒绝利润微薄的货运业务。鉴于铁路已经具有了陆地运输的垄断地位，这是一个必要的措施。但是当公路运输的竞争开始来侵蚀，它令铁路处于了不利的境地，因为铁路不得不用赚钱的货运业务来弥补亏损的货运业务。
没有这样约束的公路货运商，可以私下谈论他们愿意在铁路公开费率的基础上提供多少折扣，并且提供门到门的运输从而抢走铁路的生意。铁路公司以前在货物运抵车站后依靠马拉货车从事当地运输；为了竞争他们买入了机动化的当地运输工具。如果只有不到一半的运力被使用，没有大型铁路能够盈利，如此货运的减少也影响到客运的健康发展。
1931年的一项皇家委员会对公路铁路交通的调查对于解决问题是无效的。然而，接下来的1933 Salter Report被采纳为政府政策；交通部取消了一些对铁路限制而颁布了公路承运人的执照和安全法规。然而，正当这项举措看上去比较成功的时候，二战开始了。铁路作为公共承运人的要求直到1957年才取消。

## 二战和二战后
二战期间各铁路公司的管理合并在了一起，相当于变成一个公司。这段时间对铁路的大量使用是前所未有的。由于德国空军的轰炸，一些地方的铁路系统遭到了严重的破坏，尤其在伦敦和考文垂这样的城市。不过这些破坏并不像法国德国等欧洲国家那样广泛。这无意中对铁路起了不利的影响，因为其他铁路被严重破坏的欧洲国家得到了彻底从头修建现代化铁路的机会。
战争期间对铁路的投资很少，于是他们磨损越来越严重。由于战争期间只有必要的维护被实施，未完成的维护活动大量积压。列车情况也开始越来越差。战后，很明显不能再由私人部门进行维护了。根据统计总局的计算，1938－1953年间，铁路共遭到了4.4亿的净投资流出。